# Aartsbisdom Dodoma
Het Aartsbisdom Dodoma (Latijn: Archidioecesis Dodomaensis) is een rooms-katholiek aartsbisdom met als zetel Dodoma in Tanzania.
In 1935 werd de apostolische prefectuur Dodoma opgericht. In 1951 werd Dodoma een apostolisch vicariaat en in 1953 een bisdom. In 2014 werd het verheven tot een aartsbisdom. 
Dodoma heeft twee suffragane bisdommen:
- Bisdom Kondoa
- Bisdom Singida

In 2019 telde het aartsbisdom 42 parochies. Het bisdom heeft een oppervlakte van 38.743 km2 en telde in 2019 1.780.000 inwoners waarvan 22,5% rooms-katholiek was. 

## Aartsbisschoppen
- Beatus Kinyaiya, O.F.M. Cap. (2014-)